# Sông Hà Cối

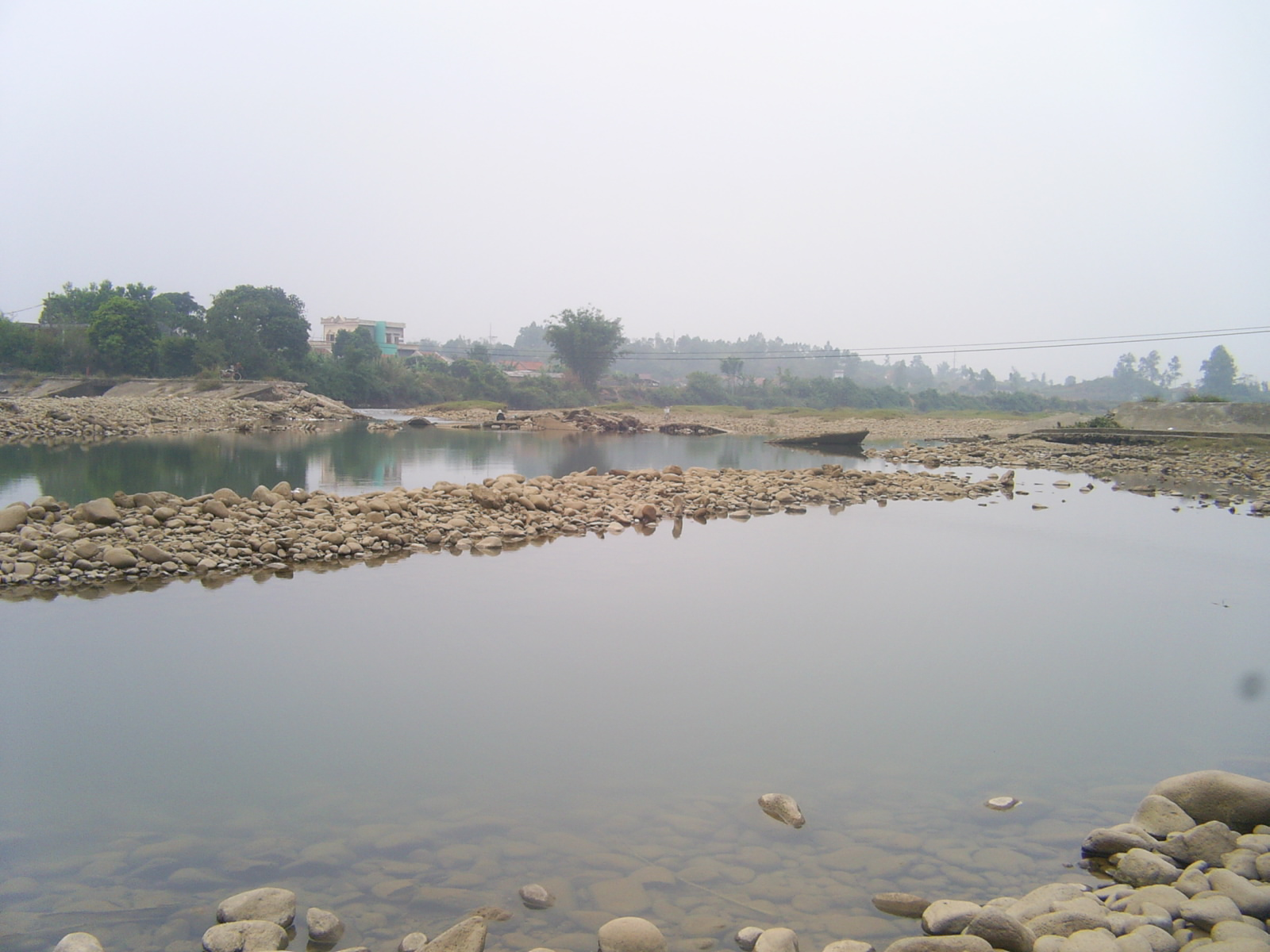
Sông Hà Cối

Sông Hà Cối là một con sông chảy qua huyện Hải Hà, tỉnh Quảng Ninh.
Sông bắt nguồn từ vùng núi Keo Tiên, chảy qua xã Quảng Sơn đổ về biển qua thị trấn Quảng Hà, sông có chiều dài 35 km, chảy theo hướng Tây Bắc - Đông Nam. Sông chảy qua xã Quảng Sơn đổ về biển qua thị trấn Quảng Hà, sông có chiều dài 35km, chảy theo hướng Tây Bắc - Đông Nam. Diện tích lưu vực khoảng 118,4km2, lưu lượng dòng chảy lớn nhất 1.190m3/s, lưu lượng nhỏ nhất 2,69m3/s.
Trung bình mỗi năm sông chảy với lưu lượng khá thấp: vào mùa mưa (tháng 7 - tháng 10) nước sông chảy xiết; vào mùa khô (tháng 8 - tháng 6 năm sau) cạn phụ thuộc vào sự xoay chuyển của Trái Đất. Từ xã Quảng Chính, có thể thấy một số đập ngăn nước trữ nước dùng để sinh hoạt
Một đoạn của Sông Hà Cối là Sông Tài Chi.
Đoạn cuối của sông chia làm nhiều sông nhỏ trước khi đổ ra biển. thứ tự các nhánh sông như sau: Sông Hà Nam, sông Hà Cối, sông Bồ Lồ (sông Đại Hoàng), sông Đường Hoa, sông Cái Đá Bàn. Trong các sông này chỉ có sông Hà Cối có lưu lượng nước sông lớn về mùa mưa lũ. Các sông còn lại lưu lượng không đáng kể.